# Юлук
Юлу́к (рос. Юлук, башк. Юлыҡ) — присілок у складі Баймацького району Башкортостану, Росія. Входить до складу Юмашевської сільської ради.

## Історія
Присілок заснований 1781 року як Юллуцький Ям вихідцями із Казанського повіту за умови несення замість башкир поштової служби на тракті Верхньоуральськ — Оренбург. 1869 року почався видобуток золота, до 1918 року тут розташовувалась штаб-квартира Рамієвих. 1898 року відкрито казенну школу, діяла амбулаторія, до сьогодні збереглись будівлі мечеті та бібліотеки. До 1962 року присілок був волосним центром.

## Населення
Населення — 470 осіб (2010; 544 в 2002).
Національний склад:
- башкири — 57%
- татари — 39%